# Campionati canadesi di sci alpino 2010
I Campionati canadesi di sci alpino 2010 si sono svolti a Nakiska dal 20 al 27 marzo. Il programma ha incluso gare di discesa libera, supergigante, slalom gigante, slalom speciale e supercombinata, tutte sia maschili sia femminili.
Trattandosi di competizioni valide anche ai fini del punteggio FIS, vi hanno partecipato anche sciatori di altre federazioni, senza che questo consentisse loro di concorrere al titolo nazionale canadese. 

## Risultati

### Uomini

#### Discesa libera
| Pos. | Atleta                 | Nazione | Tempo |
| ---- | ---------------------- | ------- | ----- |
| 1    | Manuel Osborne-Paradis | Canada  | 54,92 |
| 2    | Kelby Halbert          | Canada  | 55,64 |
| 3    | Erik Guay              | Canada  | 55,76 |
| 4    | Tyler Nella            | Canada  | 55,95 |
| 5    | Jan Hudec              | Canada  | 56,00 |
| 6    | Dustin Cook            | Canada  | 56,06 |
| 7    | Travis Dawson          | Canada  | 56,44 |
| 8    | Benjamin Thomsen       | Canada  | 56,46 |
| 9    | Ryan Semple            | Canada  | 56,57 |
| 10   | Tristan Tafel          | Canada  | 56,87 |

Data: 22 marzo

#### Supergigante
| Pos. | Atleta                 | Nazione     | Tempo   |
| ---- | ---------------------- | ----------- | ------- |
| 1    | Erik Guay              | Canada      | 1:06,72 |
| 2    | Jan Hudec              | Canada      | 1:06,88 |
| 3    | Manuel Osborne-Paradis | Canada      | 1:07,29 |
| 4    | Benjamin Thomsen       | Canada      | 1:07,93 |
| 5    | Dustin Cook            | Canada      | 1:07,95 |
| 6    | Joe Swensson           | Stati Uniti | 1:08,15 |
| 7    | Ryan Semple            | Canada      | 1:08,22 |
| 8    | Tyler Nella            | Canada      | 1:08,32 |
| 9    | Brad Spence            | Canada      | 1:08,69 |
| 10   | Michael Janyk          | Canada      | 1:08,84 |

Data: 23 marzo

#### Slalom gigante
| Pos. | Atleta                 | Nazione | Tempo   |
| ---- | ---------------------- | ------- | ------- |
| 1    | Brad Spence            | Canada  | 2:27,11 |
| 2    | Erik Guay              | Canada  | 2:27,90 |
| 3    | Dustin Cook            | Canada  | 2:28,27 |
| 4    | Manuel Osborne-Paradis | Canada  | 2:29,13 |
| 5    | Ryan Semple            | Canada  | 2:29,14 |
| 6    | Sean Alexander         | Canada  | 2:29,24 |
| 7    | Tyler Nella            | Canada  | 2:29,31 |
| 8    | Patrick Biggs          | Canada  | 2:29,60 |
| 9    | Michael Janyk          | Canada  | 2:29,64 |
| 9    | Sasha Zaitsoff         | Canada  | 2:29,64 |

Data: 25 marzo

#### Slalom speciale
| Pos. | Atleta         | Nazione | Tempo   |
| ---- | -------------- | ------- | ------- |
| 1    | Michael Janyk  | Canada  | 1:29,54 |
| 2    | Ryan Semple    | Canada  | 1:30,02 |
| 3    | Patrick Biggs  | Canada  | 1:30,18 |
| 4    | Trevor White   | Canada  | 1:30,22 |
| 5    | Sean Alexander | Canada  | 1:32,72 |
| 6    | Travis Dawson  | Canada  | 1:33,00 |
| 7    | Kelby Halbert  | Canada  | 1:33,48 |
| 8    | Erik Read      | Canada  | 1:33,49 |
| 9    | Cody Pedersen  | Canada  | 1:33,58 |
| 10   | Sasha Zaitsoff | Canada  | 1:34,50 |

Data: 27 marzo

#### Supercombinata
| Pos. | Atleta         | Nazione | Tempo   |
| ---- | -------------- | ------- | ------- |
| 1    | Ryan Semple    | Canada  | 1:43,96 |
| 2    | Paul Stutz     | Canada  | 1:44,07 |
| 3    | Michael Janyk  | Canada  | 1:44,68 |
| 4    | Brad Spence    | Canada  | 1:45,06 |
| 5    | Jan Hudec      | Canada  | 1:45,44 |
| 6    | Kelby Halbert  | Canada  | 1:46,72 |
| 7    | Travis Dawson  | Canada  | 1:47,03 |
| 8    | Sean Alexander | Canada  | 1:47,24 |
| 9    | Morgan Pridy   | Canada  | 1:47,63 |
| 10   | Tristan Tafel  | Canada  | 1:47,78 |

Data: 24 marzo

### Donne

#### Discesa libera
| Pos. | Atleta               | Nazione     | Tempo |
| ---- | -------------------- | ----------- | ----- |
| 1    | Britt Janyk          | Canada      | 57,87 |
| 2    | Emily Brydon         | Canada      | 58,10 |
| 3    | Shona Rubens         | Canada      | 58,64 |
| 4    | Victoria Whitney     | Canada      | 59,51 |
| 5    | Emily Goad           | Canada      | 59,63 |
| 6    | Marie-Michèle Gagnon | Canada      | 59,73 |
| 7    | Sarah Freeman        | Canada      | 59,74 |
| 8    | Tatum Monod          | Canada      | 59,75 |
| 8    | Georgia Simmerling   | Canada      | 59,75 |
| 10   | Pamela Thorburn      | Regno Unito | 59,78 |

Data: 22 marzo

#### Supergigante
| Pos. | Atleta                 | Nazione     | Tempo   |
| ---- | ---------------------- | ----------- | ------- |
| 1    | Emily Brydon           | Canada      | 1:09,30 |
| 2    | Shona Rubens           | Canada      | 1:09,37 |
| 3    | Britt Janyk            | Canada      | 1:09,38 |
| 4    | Marie-Michèle Gagnon   | Canada      | 1:09,71 |
| 5    | Marie-Pier Préfontaine | Canada      | 1:10,54 |
| 6    | Stephanie Irwin        | Canada      | 1:10,78 |
| 7    | Pamela Thorburn        | Regno Unito | 1:11,38 |
| 8    | Victoria Stevens       | Canada      | 1:11,40 |
| 9    | Brenley Nella          | Canada      | 1:11,44 |
| 10   | Madison McLeish        | Canada      | 1:11,52 |

Data: 24 marzo

#### Slalom gigante
| Pos. | Atleta                 | Nazione | Tempo   |
| ---- | ---------------------- | ------- | ------- |
| 1    | Britt Janyk            | Canada  | 1:58,68 |
| 2    | Marie-Pier Préfontaine | Canada  | 1:59,10 |
| 3    | Shona Rubens           | Canada  | 1:59,17 |
| 4    | Marie-Michèle Gagnon   | Canada  | 1:59,39 |
| 5    | Erin Mielzynski        | Canada  | 2:00,95 |
| 6    | Emily Brydon           | Canada  | 2:01,61 |
| 7    | Victoria Stevens       | Canada  | 2:01,74 |
| 8    | Ève Routhier           | Canada  | 2:01,81 |
| 9    | Nicole Poleschuk       | Canada  | 2:02,21 |
| 10   | Laura Rozinowicz       | Canada  | 2:02,27 |

Data: 26 marzo

#### Slalom speciale
| Pos. | Atleta               | Nazione     | Tempo   |
| ---- | -------------------- | ----------- | ------- |
| 1    | Marie-Michèle Gagnon | Canada      | 1:32,66 |
| 2    | Erin Mielzynski      | Canada      | 1:33,18 |
| 3    | Sterling Grant       | Stati Uniti | 1:34,33 |
| 4    | Elli Terwiel         | Canada      | 1:35,24 |
| 5    | Kate Ryley           | Canada      | 1:35,76 |
| 6    | Emily Brydon         | Canada      | 1:36,37 |
| 7    | Victoria Stevens     | Canada      | 1:37,00 |
| 8    | Pamela Thorburn      | Regno Unito | 1:37,61 |
| 9    | Laura Rozinowicz     | Canada      | 1:37,67 |
| 10   | Mariannick Therer    | Canada      | 1:37,70 |

Data: 27 marzo

#### Supercombinata
| Pos. | Atleta               | Nazione     | Tempo   |
| ---- | -------------------- | ----------- | ------- |
| 1    | Marie-Michèle Gagnon | Canada      | 1:41,47 |
| 2    | Shona Rubens         | Canada      | 1:42,17 |
| 3    | Emily Brydon         | Canada      | 1:43,52 |
| 4    | Pamela Thorburn      | Regno Unito | 1:44,68 |
| 5    | Laura Rozinowicz     | Canada      | 1:44,70 |
| 6    | Victoria Stevens     | Canada      | 1:45,57 |
| 7    | Stephanie Irwin      | Canada      | 1:45,75 |
| 8    | Devon Clarke         | Canada      | 1:46,14 |
| 9    | Tatum Monod          | Canada      | 1:46,15 |
| 10   | Brittany Phelan      | Canada      | 1:46,52 |

Data: 23 marzo